# Mariposa-azul
A mariposa-azul (Passerina cyanea) é um pequeno pássaro comedor de sementes da família dos cardinalídeos. É migratório, indo do sul do Canadá ao norte da Flórida durante a época de reprodução e do sul da Flórida ao norte da América do Sul durante o inverno. Geralmente migra à noite, usando as estrelas para se orientar. Seu habitat são terras agrícolas, áreas de arbustos e bosques abertos. A mariposa-azul está intimamente relacionada à mariposa-lazúli e cruza com a espécie onde suas áreas de distribuição se sobrepõem.
A mariposa-azul é um pássaro pequeno, com comprimento de 11,5 a 15 cm. Ela apresenta dimorfismo sexual em sua coloração; o macho é azul vibrante no verão, com plumagem de cores vivas durante a época de reprodução para atrair uma parceira. Ele é marrom durante os meses de inverno, enquanto a fêmea é marrom o ano todo. A construção do ninho e a incubação são feitas exclusivamente pela fêmea. A dieta da mariposa-azul consiste principalmente de insetos durante os meses de verão e de sementes durante os meses de inverno.

## Taxonomia

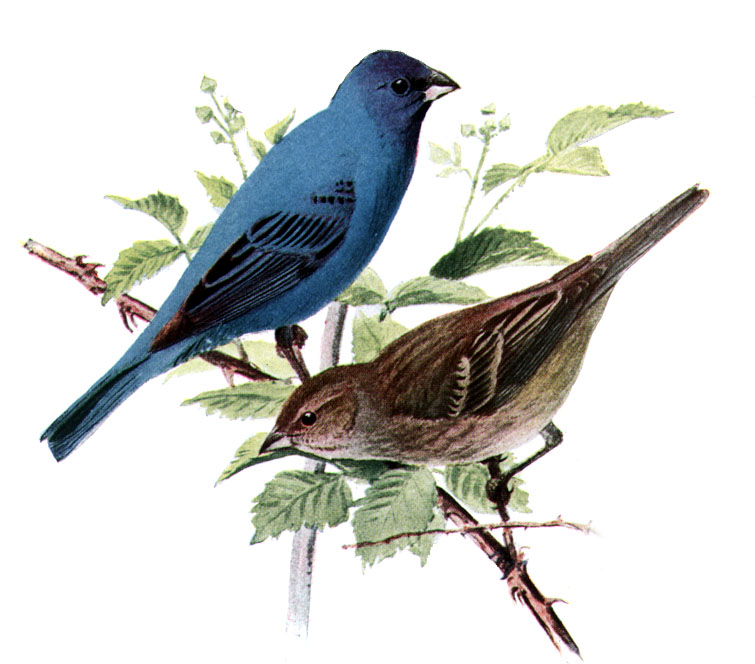
Ilustração de machos e fêmeas de mariposa-azul entre 1910 e 1914.

A mariposa-azul faz parte da família Cardinalidae, composta por aves passeriformes encontradas na América do Norte e na América do Sul, e é um dos sete pássaros do gênero Passerina. Foi originalmente descrita como Tanagra cyanea por Lineu em sua obra do século XVIII, Systema Naturae. O nome atual do gênero, Passerina, é derivado do termo em latim passer para pardais e pássaros pequenos semelhantes, enquanto o nome da espécie, cyanea, significa ciano em latim, a cor da plumagem de reprodução do macho.
A mariposa-azul é um parente próximo da mariposa-lazúli e cruza com a espécie onde suas áreas de distribuição se sobrepõem, nas Grandes Planícies. Eles foram declarados como uma superespécie pela American Ornithologists' Union em 1983. No entanto, de acordo com o sequenciamento do gene mitocondrial citocromo b de membros do gênero Passerina, foi determinado que a mariposa-azul e a mariposa-lazúli não são, de fato, táxons irmãs. A mariposa-azul é a irmã de dois grupos irmãos, um clado "azul" (mariposa-lazúli e  azulejo-real) e um clado "pintado" (mariposa-de-ventre-rosa, mariposa-de-peito-laranja,  mariposa-escura e  mariposa-arco-íris). Esse estudo genético mostra que essas espécies divergiram entre 4,1 e 7,3 milhões de anos atrás. Esse período, que é consistente com as evidências fósseis, coincide com o resfriamento do final do Mioceno, que causou a evolução de uma variedade de habitats de campos ocidentais. A evolução para reduzir o tamanho pode ter permitido que as mariposas-azuis explorassem as sementes de grama como fonte de alimento.

## Descrição

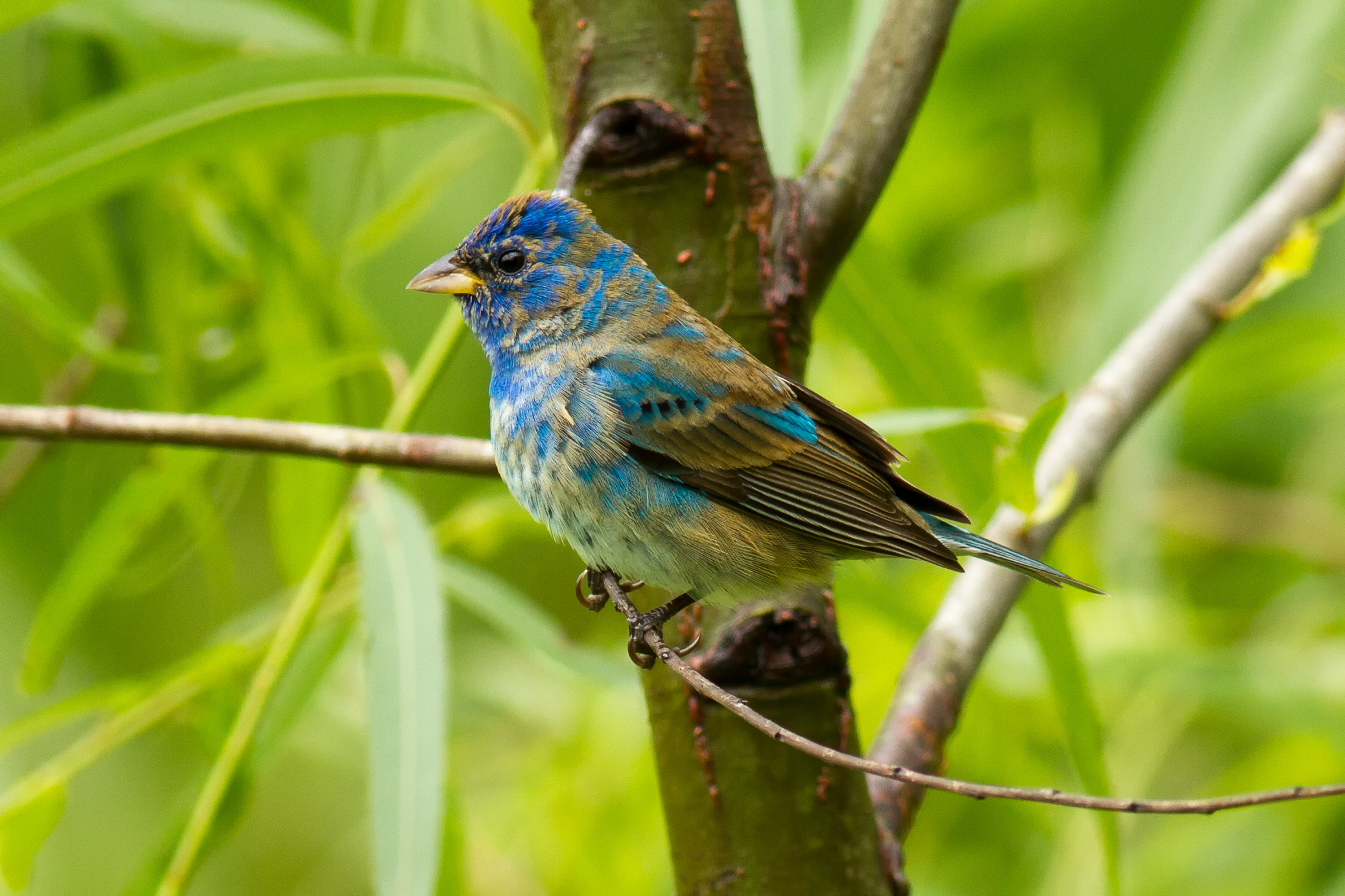
Macho juvenil de mariposa-azul no Smith Oaks Sanctuary, High Island, Texas.

A mariposa-azul é um pássaro canoro de pequeno porte, mais ou menos do tamanho de um pardal pequeno. Mede de 11,5 a 15 cm de comprimento, com envergadura de 18 a 23 cm. A massa corporal média é de 14,5 g, com uma variação relatada de 11,2 a 21,4 g. Durante a época de reprodução, o macho adulto aparece principalmente em um azul-cerúleo vibrante. Apenas a cabeça é anil. As asas e a cauda são pretas com bordas azul-cerúleo. Na plumagem de outono e inverno, o macho tem bordas marrons nas penas azuis do corpo e da cabeça, que se sobrepõem para fazer com que a ave pareça predominantemente marrom. A fêmea adulta é marrom nas partes superiores e marrom-claro nas partes inferiores. Ela tem barras indistintas nas asas e é levemente estriada com marcas mais escuras na parte inferior. A ave jovem se assemelha à fêmea na coloração, embora o macho possa ter toques de azul na cauda e nos ombros e ter estrias mais escuras na parte inferior. O bico é curto e cônico. Na fêmea adulta, o bico é marrom-claro tingido de azul e, no macho adulto, a metade superior é marrom-escura, enquanto a inferior é azul-clara. Os pés e as pernas são pretos ou cinza.
Os jovens e os machos adultos podem ser distinguidos por meio de observações atentas do crânio e de seu grau de ossificação. Os crânios dos juvenis têm uma cor levemente rosada que cede sob pressão devido à sua camada única. Em vez disso, os adultos têm um crânio de camada dupla, que oferece mais resistência ao aplicar pressão. As aves jovens também tendem a ter uma abertura carnuda e amarela no canto da boca, aparente em todos os meses, exceto em outubro e novembro. Ao comparar machos e fêmeas com muda marrom, o aumento do comprimento e do peso das asas normalmente indica que a mariposa-azul é um macho.
Conforme indicado pelos dados coletados de Charles H. Blake em seus experimentos de bandagem em Hillsborough, Carolina do Norte, a mariposa-azul tem uma taxa de sobrevivência anual ponderada de 0,585. Usando seus próprios métodos e um grupo de 25 mariposas-azuis capturadas e observadas, foi determinado que aproximadamente 2 em cada 25 mariposas-azuis deveriam viver até 6 anos. Usando a taxa anual calculada de aves com 6 anos de idade obtida (2/25 = 0,08), foi calculada uma taxa anual de 0,656, 12% maior do que a taxa anual de 0,585, levando à estatística de 1 em 25. A mariposa-azul mais velha registrada tinha pelo menos 13 anos e 3 meses de idade. Entretanto, não se deve dar muita ênfase a esses valores, pois o conjunto de indivíduos é pequeno, e qualquer indivíduo pode afetar a média ponderada.

## Distribuição e habitat
O habitat da mariposa-azul são florestas com arbustos, florestas decíduas abertas, florestas secundárias e terras agrícolas. Aumentos no tamanho da população foram observados no caso de desmatamento de florestas e desenvolvimento de terras em fazendas. A área de reprodução se estende do sul do Canadá ao Maine, do sul ao norte da Flórida e leste do Texas, e do oeste ao sul de Nevada. A área de invernagem começa no sul da Flórida e no centro do México e se estende para o sul através das Índias Ocidentais e da América Central até o norte da América do Sul. Ocorreu como uma ave errante em Antígua e Barbuda, Barbados, Dinamarca, Equador, Alemanha, Islândia, Irlanda, Holanda, Antilhas Holandesas, São Pedro e Miquelon, Sérvia e Reino Unido.

## Ecologia e comportamento

### Vocalizações
A mariposa-azul se comunica por meio de vocalizações e sinais visuais. O canto agudo "chip!" é usado por ambos os sexos e como um canto de alarme se um ninho ou filhote estiver ameaçado. Um zeeep agudo é usado como um chamado de contato quando a mariposa-azul está em voo. O canto do pássaro macho é um zumbido agudo de sweet-sweet chew-chew sweet-sweet, com duração de dois a quatro segundos, cantado para marcar seu território para outros machos e para atrair fêmeas. Cada macho tem um único canto complexo, que ele canta quando está empoleirado em objetos elevados, como postes, fios e topos de arbustos. Em locais onde as áreas de distribuição da mariposa-lazúli e da mariposa-azul se sobrepõem, os machos defendem os territórios uns dos outros.

### Migração
A migração ocorre em abril e maio e novamente em setembro e outubro. Pesquisas anteriores indicam que, no final de agosto, há um pico na migração, indicado por um rápido aumento de capturas nos últimos dez dias de agosto. As atividades de migração atingem o pico no final de setembro e caem rapidamente com a aproximação de outubro. Apenas uma pequena porcentagem de mariposas-azuis permanece como residente de verão em vez de migrar (7,2% das aves com faixas na observação de Burke).
A mariposa-azul costuma migrar durante a noite, usando as estrelas para se orientar. Essa não é uma proposta incomum, pois muitos outros pássaros, como o toutinegra ou o picanço-de-dorso-ruivo, foram usados para testar se os pássaros têm comportamento migratório orientado ou inquietação migratória [en]. A pesquisa indica que os pássaros colocados em gaiolas do lado de fora em noites de outono sem nuvens ou em planetários artificiais fizeram mais escolhas de direção para o sul. Quando introduzidos em noites cada vez mais nubladas, a capacidade de muitas mariposas-azuis de fazer mudanças distintas na direção sul diminuiu, possivelmente indicando uma correlação negativa entre a inquietação migratória e a cobertura de nuvens. No cenário do planetário artificial e na presença de um campo magnético semelhante ao da Terra, as aves não conseguiram se orientar em um ambiente sem estrelas, indicando que as hipóteses anteriores que sustentam que as aves também usam pistas geofísicas podem estar incorretas.
Os pássaros não dependem de estrelas individuais ou do brilho geral de grupos de estrelas, mas, em vez disso, usam-nas como pistas de navegação. Experimentos anteriores que removeram determinadas constelações e estrelas (Ursa Maior, Cassiopeia ou Polaris) do céu tiveram um efeito mínimo na inquietação migratória. A mariposa-azul usa o céu do norte para ajudar na navegação, tanto no outono quanto na primavera. Acreditava-se que a mariposa-azul tinha um relógio interno, capaz de compensar o movimento das estrelas. Entretanto, a compensação temporal do movimento estelar não faz parte de seus métodos migratórios.
Em cativeiro, como não pode migrar, ela fica desorientada em abril e maio e em setembro e outubro se não puder ver as estrelas de seu recinto.
Embora tenha havido um debate ao longo dos anos sobre como as aves migram perto do Golfo do México, as mariposas-azuis migram para a América do Sul voando sobre e ao redor do Golfo do México. Evidências anteriores indicavam que as mariposas-azuis não tinham um teor de gordura suficientemente alto para atravessar o Golfo, mas essas evidências são enganosas, pois a maioria das aves que apoiaram esse estudo era jovem, não tendo um alto teor de gordura corporal.
Como as mariposas-azuis e muitas outras aves ficam mais leves após a época de acasalamento, surgiu a dúvida se o aumento no peso total era atribuído à gordura ou a outros fatores, como peso de água ou carboidratos. As pesquisas indicam que a maior parte, se não todo o ganho de peso, é um ganho no conteúdo de gordura.
Em vez disso, os métodos quantitativos para estimar a autonomia de voo analisam as taxas metabólicas da mariposa-azul e a quantidade de gordura que ela tem para usar como combustível. Pesquisas indicam que a taxa metabólica de uma ave magra de 13 g é de 0,64 kcal/hora. Com uma velocidade média de 20 mph, 5 gramas extras de gordura (47,5 kcal de energia) aumentam o alcance de uma mariposa-azul para 1.107 km. 19 g  é equivalente a 1.329 km. Considerando que a viagem através do Golfo do México a partir da Flórida é de aproximadamente 966 km, as mariposas-azuis que pesam pelo menos 18 g poderiam fazer a viagem sem paradas.

### Reprodução

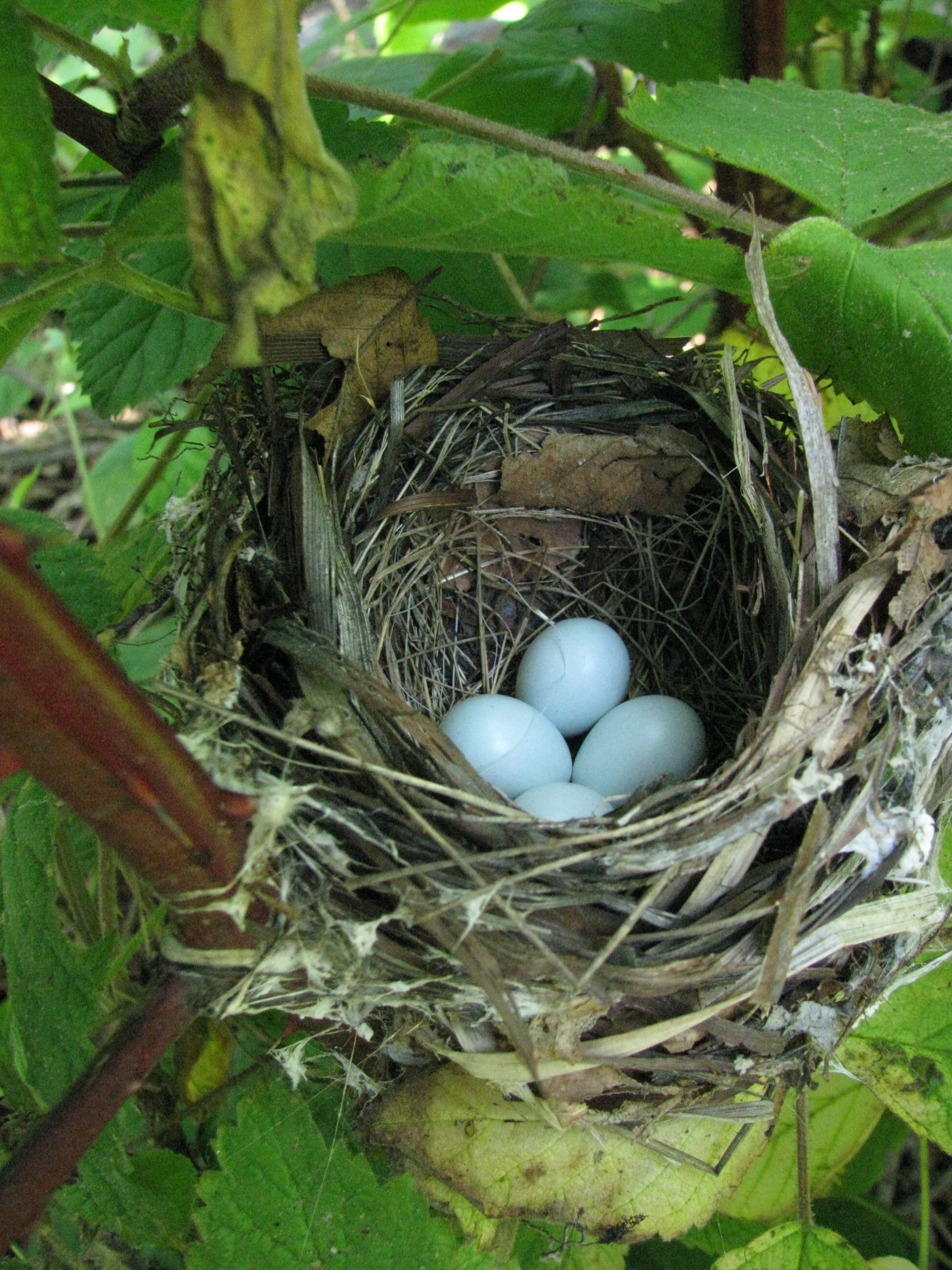
Ninho da mariposa-azul.

Essas aves geralmente são monogâmicas, mas nem sempre são fiéis ao parceiro. Na parte ocidental de sua área de distribuição, eles costumam hibridizar com a mariposa-lazúli. Os locais de nidificação estão localizados em arbustos densos ou em árvores baixas, geralmente de 0,3 a 1 m acima do solo, mas raramente até 9 m. O ninho em si é construído com folhas, gramíneas grossas, caules e tiras de casca de árvore, forrado com grama macia ou pelos de veado e amarrado com teia de aranha. Ele é construído pela fêmea, que cuida dos ovos sozinha. A ninhada consiste de 1 a 4 ovos, mas geralmente contém de 3 a 4. Os ovos são brancos e geralmente não são marcados, embora alguns possam ser marcados com manchas marrons, com tamanho médio de 18,7 mm × 13,7 mm. Os ovos são incubados por 12 a 13 dias e os filhotes são altriciais ao nascer. Os filhotes se tornam capazes de voar 10 a 12 dias após a eclosão. A maioria dos casais cria duas ninhadas por ano, e o macho pode alimentar os filhotes recém-nascidos enquanto as fêmeas incubam a próxima ninhada de ovos.
O chupim-mulato pode parasitar essa espécie. As mariposas-azuis abandonam o ninho se um ovo de chupim-mulato aparecer antes de eles colocarem seus próprios ovos, mas aceitam o ovo após esse ponto. Os pares com ninhos parasitados têm menos sucesso reprodutivo. Os ovos de filhotes de mariposa-azul eclodem, mas esses indivíduos têm taxas de sobrevivência mais baixas, pois precisam competir com o filhote de chupim-mulato por alimento.

### Dieta
A mariposa-azul procura alimento no chão, em árvores ou arbustos. No inverno, costuma se alimentar em bandos com outros pássaros, mas se alimenta de forma solitária durante a época de reprodução. Durante a época de reprodução, a espécie se alimenta de sementes de gramíneas e ervas, frutos silvestres, aranhas e insetos, incluindo lagartas, gafanhotos e besouros. As sementes de gramíneas são a base de sua dieta durante o inverno, embora brotos e insetos sejam consumidos quando disponíveis. Os filhotes são alimentados principalmente com insetos no início, para fornecer-lhes proteínas. A mariposa-azul não bebe com frequência, geralmente obtendo água suficiente de sua dieta.

### Predadores e parasitas
Os ninhos são vulneráveis a uma variedade de predadores que escalam e voam, incluindo o gambá-da-Virgínia (Didelphis virginiana), a raposa-vermelha (Vulpes vulpes), o gato doméstico (Felis catus), o gaio-azul (Cyanocitta cristata), a corredora-azul (Coluber constrictor) e o guaxinim (Procyon lotor). O pássaro também é suscetível ao parasitismo por moscas da família Hippoboscidae.

## Status de conservação
Os critérios para uma mudança no status de conservação são um declínio de mais de 30% em dez anos ou ao longo de três gerações. A espécie é classificada como pouco preocupante de acordo com a União Internacional para a Conservação da Natureza, com uma área estimada de 5.900.000 km² e uma população de 28 milhões de indivíduos. As tendências populacionais globais não foram quantificadas, mas não se acredita que a espécie esteja se aproximando dos limites para um declínio populacional que justifique uma atualização do status de conservação.